# جاك كيفوركيان
جيكوب جاك كيفوركيان (بالإنجليزية: Jack Kevorkian)‏؛ (26 مايو 1928 - 3 يونيو 2011)، كان طبيباً أميركياً وناشطاً مدافعاً عن القتل الرحيم. أكثر ما عُرف عنه كان مناصرته لحق المرضى بالموت عن طريق الانتحار المساعد طبياً تحت عنوان «الموت ليس بجريمة». زعم مساهمته في تسهيل انتحار 130 شخصا على الأقل، وقضى ثمانية سنوات في السجن على إثرها بتهمة القتل من الدرجة الثانية. أخلي سبيله عام 2007 في 1 يونيو شريطة ألا يقدم أي مساعدة لمريض يريد أن ينهي حياته. كثيراً ما أشارت إليه وسائل الإعلام بـ«طبيب الموت» غير أن الكثيرين يعتبرونه بطلاً ساهم في تأسيس منصةٍ للإصلاح. هو رسام وعازف لموسيقى الجاز كذلك. قليل من أعماله الفنية ظهر للعلن.

## طفولته
ولد كيفوركيان في بونتياك ولاية ميشيغان لوالدين مهاجرين من أرمينيا. تخرج من ثانوية بونتياك المركزية بمرتبة الشرف وهو في السابعة عشر من عمره في عام 1945 وفي عام 1954 تخرج من جامعة ميشيغان كلية الطب في آن آربر.

## حياته العملية
في عام 1980 بدأ كيفوركيان في تحرير مقالات عن أخلاقيات الموت الرحيم لمجلة الطب والقانون الألمانية. وفي عام 1987 عمل مستشارا طبيا لصحيفة ديترويت يقدم من خلالها مشورات عن الموت الرحيم إلى أن سحبت رخصته لمزاولة مهنة الطب في عام 1991 من قبل ولاية ميشيغان ومنعه من تقديم أي مشورات للمرضى.
ما بين عامي 1990 و 1998 ساعد كيفوركيان ما يقارب من 130 مريض ميؤوس من شفائه على إنهاء حياتهم. وفقا لمحاميه جيفري فيجر، في كل من هذه العمليات، قام المرضى باتخاذ الخطوة النهائية لإنهاء حياتهم التي أدت إلى وفاتهم وكل ماقام به كيفوركيان هو إمدادهم بالمعدات اللازمة وشرح كيفية استعمالها مع الإشراف المباشر عليهم. كان له جهازان يستخدمها لمساعدة المرضى على الوفاة. الأول كان عن طريق ربط المريض وتصويب حقنة على يده مع زر في يده الأخرى بحيث يتسنى له أن ينهي حياته بنفسه عن طريق حقن المخدارت القاتلة إلى عروقه. والثاني ما أسماه كيفوركيان «بألة الرحمة» وهي عبارة عن قناع يرتديه المريض مدعم بإسطوانة من غاز أول أكسيد الكربون.

## حياته الفنية

إحدى لوحات كيفوركيان

كيفوركيان رسام وعازف لموسيقى الجاز كذلك. أصدر ألبوما في عام 1997 ذا خمسة آلاف نسخة وصفته مجلة انترتينمنت ويكلي بأنه «غريب ولكن ذا طبيعة جيدة» وهو من يألف جميع مقطوعاته الموسيقية. بالنسبة للرسم فأعماله تتسم بطابع غريب ويميل للوحشية ويستعمل دمه في أحيان كثيرة.

## تأثيره على الحياة الشعبية
كسب كيفوركيان تأييد الكثيرين في ولاية ميشيغان وغيرها من الولايات إذ بعد إطلاق سراحه في 15 يناير 2008 قدّم محاضرة ضخمة في جامعة فلوريدا وسُئل ذات مرة في برنامج تلفزيوني «هل تعتقد بأن الأطباء يقومون بدور الرب في جميع الأوقات؟» فأجابه كيفوركيان: «بالطبع، كل مرة تتدخل في عملية طبيعية فأنت تلعب دور الرب». قام الممثل الأمريكي آل باتشينو بتمثيل دور في فيلم صدر في 23 أبريل 2010 مبني على حياة كيفوركيان باسم أنتم لا تعرفون جاك. أصدر كيفوركيان كتابين بعد خروجه من السجن. الأول كان عبارة عن مذكراته أثناء وجوده بالسجن. وذكر أن أكثر ما أزعجه في قضية سجنه كان شخير المساجين الآخرين. أما كتابه الثاني فكان عن التزايد السكاني للبشر.

## روابط خارجية
- جاك كيفوركيان على موقع IMDb (الإنجليزية)
- جاك كيفوركيان على موقع الموسوعة البريطانية (الإنجليزية)
- جاك كيفوركيان على موقع ميوزك برينز (الإنجليزية)
- جاك كيفوركيان على موقع إن إن دي بي (الإنجليزية)
- جاك كيفوركيان على موقع قاعدة بيانات الفيلم (الإنجليزية)